# Krzysztof Kamil Baczyński

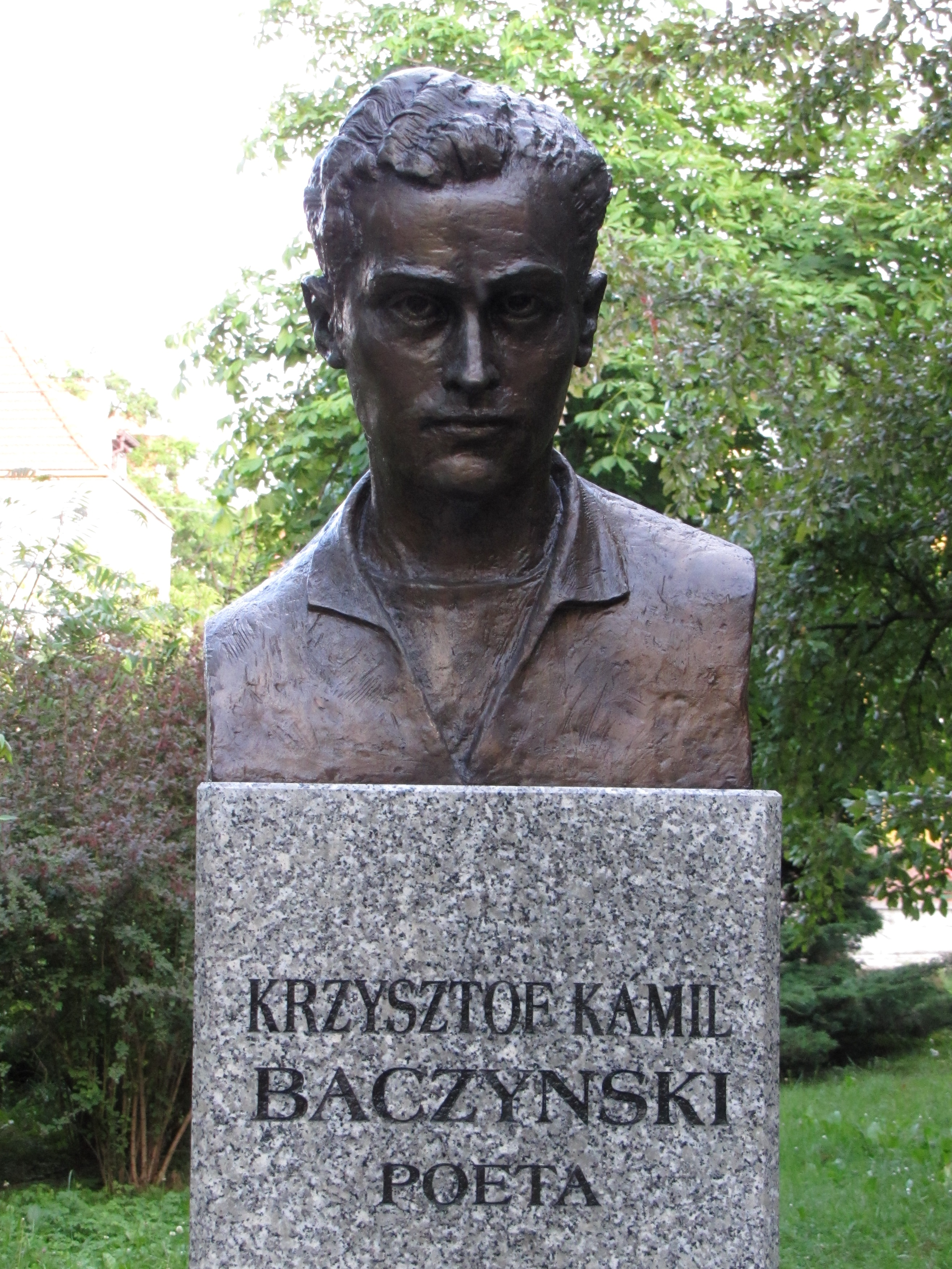
Denkmal für Krzysztof Kamil Baczyński in Kielce

Krzysztof Kamil Baczyński ([ˈkʂɨʂtɔf ˈkamil baˈt͡ʂɨɲskʲi]; * 22. Januar 1921 in Warschau; † 4. August 1944 ebenda) war ein polnischer Dichter.

## Leben

### Kindheit und Jugend

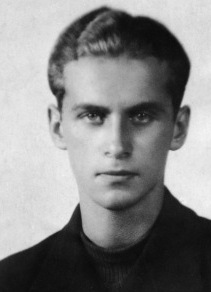
Krzysztof Kamil Baczyński

Baczyński wurde 1921 als Sohn des bekannten Autors, Literaturkritikers, Aktivisten der Polnischen Sozialistischen Partei PPS und Offiziers der Polnischen Legion Stanisław Baczyński und der aus einer assimilierten jüdischen Familie stammenden Schulbuchautorin und Lehrerin Stefania geb. Zieleńczyk geboren. Seine Mutter wurde sich ihrer jüdischen Wurzeln erst zur Zeit der Judenverfolgung bewusst; dies wurde im Werk des Dichters reflektiert. Baczyński wurde in einem Mehrparteienhaus an der Bagatela 10 geboren und verbrachte dort die erste Zeit seines Lebens. Er war kränklich – als Kind litt er an Asthma, hatte ein schwaches Herz und drohte immer wieder an Tuberkulose zu erkranken. Ab 1931 besuchte er das Stefan-Batory-Gymnasium in Warschau und erwarb schon als Gymnasiast profunde Kenntnisse der zeitgenössischen polnischen Literatur. Natürlich faszinierte ihn Witold Gombrowiczs Ferdydurke und er verfasste eine Variation dieses Werks unter dem Titel Gimnazjum imienia Boobalka. Auch mit der französischen Literatur war er durchaus vertraut und verfasste später auch Gedichte auf Französisch. Einige seiner Mitschüler waren später in den Warschauer Sturmgruppen der Szare Szeregi tätig. Baczyński war Mitglied der am Warschauer Gymnasium Nr. 23 beheimateten Pfadfindergruppe Pomarańczarni. Ab 1937 gehörte er dem unabhängigen sozialistischen Jugendbund Spartakus an, einer halblegalen Mittelschülerverbindung unter Patronanz der PPS. Gemeinsam mit seinem Freund Konstanty Jeleński sympathisierte er mit dem Trotzkismus. Baczyński ging ungern zur Schule, blieb ihr oft fern und hatte daher auch schlechte Noten. Nach dem Gymnasium besuchte er ab 1937 im kurz zuvor im selben Haus eingerichteten allgemeinbildenden Lyceum den zweijährigen humanistischen Klassenzug. In dieser Zeit wurde er Mitglied des Organisationskomitees des Spartakusbundes und arbeitete in der Redaktion der im Februar 1938 entstandenen mit dem Spartakusbund assoziierten Zeitschrift Strzały (Schüsse) mit. Aus dieser Phase seines Lebens stammt sein Pseudonym Emil. Seine erste Veröffentlichung war das in dieser Zeitschrift publizierte Gedicht Ein Betriebsunfall. Er legte im Mai 1939 sein Abitur ab. Der Kriegsbeginn machte ein Studium an der Akademie der schönen Künste unmöglich, Baczyńskis Wunsch war es ursprünglich gewesen, graphischer Illustrator zu werden.

### Im Widerstand
Während der Zeit der deutschen Besetzung wohnte Baczyński in der Hołówkistraße 3. Seine Mutter und er waren auf der "arischen Seite" der Stadt geblieben und mussten befürchten, bei Entdeckung ihrer jüdischen Abstammung standrechtlich erschossen zu werden. Der Bruder der Mutter, Dr. Adam Zieleńczyk, wurde bei der Flucht aus dem Warschauer Ghetto 1943 von den Deutschen umgebracht. Vom Herbst 1942 bis 1943 studierte Baczyński an der Warschauer Untergrunduniversität Polonistik. Um sich den Lebensunterhalt zu verdienen, arbeitete er nebenbei unter anderem als Glaser, Schildermaler, im Kohlewerk Czerniaków und nahm am Telefon Bestellungen für Installateursarbeiten entgegen. Gleichzeitig bildete er sich an einer Schule für Malerei und Graphik weiter. Am 3. Juni 1942 heiratete Baczyński in der Kirche zur Hl. Dreifaltigkeit im Warschauer Stadtteil Solec die 20-jährige Barbara Drabczyńska, ebenfalls eine Polonistik-Studentin der Untergrunduniversität.
Ab Juli 1943 war Baczyński im Rang eines Oberschützen im Regiment Alek  der 2. Kompanie Rudy des Bataillons Zośka unter den Pseudonymen „Krzysztof“ und „Zieliński“ in der Polnischen Heimatarmee tätig. Um sich voll der Widerstandsarbeit und der Poesie widmen zu können, gab er das Polonistikstudium auf, beabsichtigte aber, es später wiederaufzunehmen. In seiner Wohnung versteckte er Waffen, Munition, Handbücher, Landkarten und Untergrundpresseerzeugnisse. Er nahm an der Sabotageaktion zur Entgleisung eines von der Ostfront nach Berlin fahrenden deutschen Zugs im Abschnitt Tłuszcz – Urle teil, die am 27. April 1944 unter dem Decknamen TU erfolgte und die einen 26-stündigen Betriebsausfall zur Folge hatte. Nach Abschluss eines Offizierskurses der Infanteriereserveschule Agricola wurde er vom Kommandanten „Gustaw“ am 25. Mai 1944 zum Oberschützen ernannt. Daneben leitete er die literarische Redaktion der nur von Dezember 1943 bis April 1944 im Untergrund erscheinenden Zeitschrift für Soziales und Kultur Der Weg (Droga). Der Kommandant der 2. Kompanie Andrzej "Morro" Romocki attestierte ihm "geringe Brauchbarkeit im Feld" und stellte ihn mit 1. Juli 1944 mit Bitte um Verwendung in der inoffiziellen Stellung des Chefs der Pressekompanie dienstfrei. Einige Tage später übernahm er unter dem Pseudonym Krzyś die stellvertretende Leitung des 3. Regiments der 3. Kompanie des Pfadfinderbataillons Parasol.

### Im Warschauer Aufstand

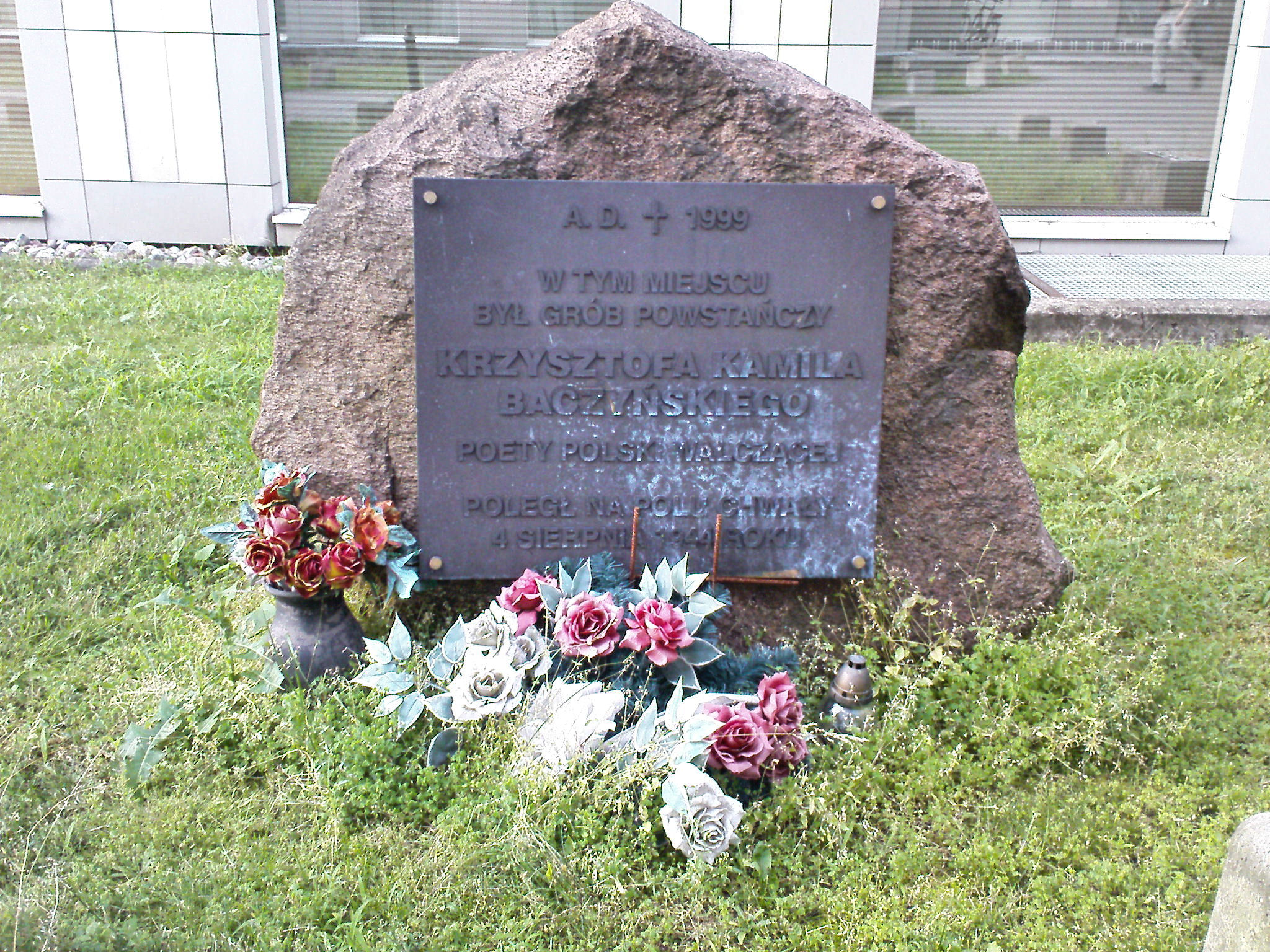
Baczyńskis Grab

Der Warschauer Aufstand überraschte Krzysztof Baczyński am Warschauer Theaterplatz, als er auf dem Weg war, für seine Einheit Militärstiefel abzuholen. Er konnte dadurch sein im Stadtteil Wola beim Karolkowa-Altersheim stationiertes Bataillon nicht erreichen und schloss sich einer Gruppe freiwilliger Kämpfer unter der Leitung von „Leszek“ Lesław Kossowski an. Bei den Kämpfen in der Gegend um den Theaterplatz in Warschau kam er als Soldat der Einheit Parasol (Schirm) am 4. August 1944 etwa um 16 Uhr im Alter von 23 Jahren ums Leben – höchstwahrscheinlich von der Hand eines deutschen Scharfschützen. Er wurde erst an der Rückseite des Palasts beerdigt; nach dem Krieg wurden seine sterblichen Überreste auf den Powązki-Militärfriedhof überführt. Seine Grabstelle dort ist A22-5-25. Am 1. September wurde auch Baczyńskis schwangere Ehefrau Basia im Alter von 22 Jahren ein Opfer des Aufstands. Sie ist neben ihm beerdigt.
Baczyński wurden drei hohe Auszeichnungen verliehen:
- Ehrenkreuz der Heimatarmee
- Medaille für Verdienste um Warschau 1939–1945 (Verleihung posthum 1947)
- Orden Polonia Restituta der Komtur-Klasse (Verleihung posthum 2018)

Nach K. Baczyński sind zahlreiche Schulen, Bibliotheken, Pfadfindergruppen etc. benannt. Am 24. Juli 2009 brachte die Polnische Nationalbank eine 10-Złoty-Münze zum Gedenken an den Dichter in Umlauf.

## Werke
Sein Werk besteht aus über 500 Gedichten, aus ein paar Dutzend Poemen und etwa 20 Erzählungen. Sein gesamtes Werk ist erhalten geblieben.
Als von einem der jungen Helden des Warschauer Aufstandes verfasst, erlangten seine Gedichte auch nach seinem Tod und nach dem Krieg große Popularität, gerade unter jungen Menschen. Sie stehen trotz des kriegerischen Entstehungszeitraums oft in einer romantischen Tradition. Baczyński ist für die Jugend Polens bis heute ein Vorbild. Sein populärstes Pseudonym ist Jan Bugaj. Der bedeutende polnische Autor Jerzy Andrzejewski widmete seinem Freund Baczyński einen Band mit Erzählungen Die Nacht (Noc), die polnische Sängerin Ewa Demarczyk wirkte an der Vertonung zahlreicher seiner Texte mit. Das Werk keines anderen Autors verkörpert so vollständig das Lebensgefühl der sogenannten Generation der Kolumbusse – der kurz nach dem Ersten Weltkrieg geborenen Polen, für die die Konsequenz des Ausbruchs des Zweiten Weltkriegs die Notwendigkeit war, diesen Schock zu bewältigen und in dieser Situation einen eigenen Weg zu finden. Seine mit der Situation des Kriegs eng verflochtenen Gedichte sind von universaler Bedeutung, indem er das Thema Krieg nicht direkt anspricht, sondern auf die Stufe allgemeiner Themen wie Apokalypse, Wesen und Seele des Menschen oder Erwachsenwerden im Krieg hebt. Oft spricht er nicht nur in seinem Namen, sondern in der Mehrzahl, für die ganze Generation. Er sah den Krieg auch als eine große Maschine zur Vernichtung menschlicher bzw. moralischer Werte, die sie durch das Diktat einer brutalen Ordnung ersetzt. Die Poesie der Vergangenheit befand er angesichts des ihn umgebenden Leidens und der fortschreitenden Vernichtung als nicht mehr nützlich. Er dramatisierte nicht, sondern versuchte immer wieder, die Auswirkung des Kriegs auf sein Denken und Fühlen einzuschränken und wie zum Trotz ihnen Gedanken gegenüberzustellen an ein nicht vom Blutvergießen geschändetes Arkadien. Auch Versmaße wandte er gekonnt an.

### Werke in polnischer Sprache
Bände mit Gedichten:
- Zamknięty echem, Sommer 1940
- Dwie miłości, Herbst 1940
- Wiersze wybrane, Mai 1942
- Arkusz poetycki Nr 1, 1944
- Śpiew z pożogi, 1944

sowie viele in den konspirativen Zeitschriften und einige in den Anthologien "Pieśni niepodległej" (1942) und "Słowie prawdziwym" (1942) veröffentlichte Gedichte.
Besonders bekannte Gedichte Baczynskis sind Pragnienia („Wünsche“), Ten czas („Diese Zeit“), Biała magia („Weiße Magie“) sowie Ars Poetica.
Allgemein werden Baczyńskis erste zwei Gedichtbände zum Frühwerk gezählt, während den nachfolgenden bereits früh erworbene dichterische Reife attestiert wird.
Baczyńskis Leben und Werk sind Gegenstand einiger Filme wie z. B. "Der vierte Tag" ("Dzień czwarty"), in dem unter der Regie von Kordian Piwowarski Krzysztof Pieczyński Baczyński darstellte – in der Titelrolle spielt Mateusz Kościukiewicz.

### Werke in französischer Sprache
Auf Französisch verfasst: L’insurrection angélique, Le Cri Edition (2004), ISBN 2-87106-359-1, ISBN 978-2-87106-359-9

## Übersetzungen in Anthologien und Zeitschriften
- Dedecius, Karl (Hrsg.): Panorama der polnischen Literatur des 20. Jahrhunderts – Poesie Band 1, Ammann (2000) ISBN 3-250-50003-8 / ISBN 978-3-250-50003-2
- Dedecius, Karl (Hrsg.): Polnische Gedichte des 20. Jahrhunderts, Insel (2008), ISBN 978-3-458-17407-3
- Dedecius, Karl (Hrsg.) Polnische Liebesgedichte. Ausgewählt u. übertragen von Karl Dedecius. Mit Zeichnungen von Pablo Picasso (1. Aufl.) Frankfurt am Main, Insel, 1980, ISBN 978-3-458-19008-0

- Dedecius, Karl (Hrsg.) 100 polnische Gedichte Verlag: Wydawnictwo Literackie, Warschau (1997) ISBN 83-08-02755-5 / ISBN 978-83-08-02755-4
- Heydecker, Joe Julius, Die Stille der Steine. Warschau im November 1944. Herausgegeben von Iwonna Trenkner. Berlin: Verlag Dirk Nishen, 1994, ISBN 3-88940-750-1

- Lang, Lothar und Hans Marquardt (Hrsg.): 56000 - Buchenwald. Lithografien, Radierungen, Holzschnitte von Fritz Cremer, HAP Grieshaber, Herbert Sandberg. Texte von Krzysztof Kamil Baczynski, Mussa Dshalil, Paul Eluard, Margarete Hannsmann, Stephan Hermlin. Mit einem Geleitwort von Marcel Paul. Frankfurt Büchergilde Gutenberg, 1980
- Höllerer, Walter (Hrsg.) u. a.: Akzente. Heft 5 / 1959. Zeitschrift für Dichtung. Hanser Vlg.; München, 1959 Sinn und Form 5/1989. Rütten & Loening Berlin, 1989

### Übersetzungen
- ins Englische: White Magic and Other Poems (Green Integer, Band 138)Verlag: Green Integer; Auflage: Bilingual (1. Oktober 2004), ISBN 1-931243-81-6, ISBN 978-1-931243-81-0
- zweisprachige Ausgabe Polnisch und Französisch: Le Testament de feu: Edition bilingue français-polonais; Arfuyen (2006), ISBN 2-84590-084-8